# Dysspastus lilliput
Dysspastus lilliput is een vlinder uit de familie dominomotten (Autostichidae). De wetenschappelijke naam is voor het eerst geldig gepubliceerd in 1996 door Gozmany.
Deze vlinder komt voor in Europa.